# 異次元からの咆哮
『異次元からの咆哮』（いじげんからのほうこう）は、人間椅子が2017年に発表した20枚目のスタジオ・アルバム。

## 概要
アルバムジャケットには、和嶋と鈴木の地元、青森・弘前市の「弘前ねぷたまつり」を牽引する三浦呑龍氏によるねぷた絵が使われている。
前作に引き続き、初回限定盤にはDVDが付属し、2017年3月25日に赤坂BLITZで行われた 『威風堂々ツアー』公演の模様が収められている。

## 収録曲
| 全編曲: 人間椅子。 |                          |           |           |       |
| #                  | タイトル                 | 作詞      | 作曲      | 時間  |
| 1.                 | 「虚無の声」             | 和嶋慎治  | 和嶋慎治  | 5:52  |
| 2.                 | 「風神」                 | 和嶋慎治  | 鈴木研一  | 3:18  |
| 3.                 | 「超自然現象」           | 和嶋慎治  | 和嶋慎治  | 3:39  |
| 4.                 | 「月夜の鬼踊り」         | 和嶋慎治  | 鈴木研一  | 4:51  |
| 5.                 | 「もののけフィーバー」   | 和嶋慎治  | 和嶋慎治  | 3:06  |
| 6.                 | 「宇宙のシンフォニー」   | 和嶋慎治  | 鈴木研一  | 5:11  |
| 7.                 | 「太陽がいっぱい」       | 和嶋慎治  | 和嶋慎治  | 5:20  |
| 8.                 | 「痴人のモノローグ」     | 和嶋慎治  | 鈴木研一  | 3:52  |
| 9.                 | 「悪魔祈祷書」           | 和嶋慎治  | 和嶋慎治  | 6:09  |
| 10.                | 「悪夢の添乗員」         | 和嶋慎治  | 和嶋慎治  | 5:35  |
| 11.                | 「地獄のヘビーライダー」 | 鈴木研一  | 鈴木研一  | 3:01  |
| 12.                | 「異端者の悲しみ」       | 和嶋慎治  | 和嶋慎治  | 7:00  |
| 合計時間:          | 合計時間:                | 合計時間: | 合計時間: | 56:54 |

### DVD（初回限定盤のみ）
| #  | タイトル                 | 作詞     | 作曲               |
| -- | ------------------------ | -------- | ------------------ |
| 1. | 「鉄格子黙示録」         | 和嶋慎治 | 和嶋慎治           |
| 2. | 「宇宙遊泳」             | 鈴木研一 | 鈴木研一           |
| 3. | 「宇宙からの色」         | 和嶋慎治 | 和嶋慎治           |
| 4. | 「ロックンロール特急」   | 和嶋慎治 | 鈴木研一           |
| 5. | 「恐怖!! ふじつぼ人間」  | 鈴木研一 | 鈴木研一           |
| 6. | 「猟奇が街にやって来る」 | 和嶋慎治 | 和嶋慎治、鈴木研一 |
| 7. | 「地獄」                 | 鈴木研一 | 鈴木研一           |

## 演奏者
- 和嶋慎治 - ギター、ボーカル
- 鈴木研一 - ベース、ボーカル
- ナカジマノブ - ドラムス、ボーカル